# Джонни Холлидей
Джонни Халлидей (, фр. Johnny Hallyday, французское произношение Аллиде́, настоящее имя Жан-Филипп Лео Смет (фр. Jean-Philippe Léo Smet); 15 июня 1943, Париж — 5 декабря 2017, Марн-ла-Кокетт) — французский рок-певец, композитор и актёр кино.
Джонни Халлидей по праву носил титул рок-звезды Франции. За свою долгую карьеру он провёл более 400 турне, на которых присутствовало более 15 млн зрителей и продал к 2005 году около 80 млн дисков. 18 альбомов Джонни Халлидея стали платиновыми. Тем не менее, он остался в значительной степени неизвестен за пределами франкофонии.
Джонни Халлидей также написал много песен в стиле шансона и музыку к фильмам.

## Семья
Джонни Холлидей родился в семье бельгийца, артиста кабаре Леона Смета (1906 −1989) и француженки Югетт Клерк (1920—2007), получил бельгийское гражданство, а в 1961 году принял гражданство Франции. Его родители разошлись вскоре после его рождения, и Джонни воспитывался своей тёткой со стороны отца.

## Карьера
В 1957 году выступал во французских кабаре, подражая Элвису Пресли. Успеха не имел, но однажды приковал внимание публики в одном из баров Монмартра своим неистовством. В качестве артистического псевдонима Холлидей взял фамилию мужа своей кузины Десты.
В 1960 году записал свой первый альбом. В 1961 году создал группу «Golden Strings». Многие выступления рокера были связаны со скандалами. Так, запись программы 1970 года, где Джонни исполнял песню «Jesus Christ», не была допущена к эфиру. В 1976 году вышел его альбом «Derrière l’amour» с песней «Gabrielle», которая стала одним из его главных хитов.
В 1985 году принимал участие в акции «Певцы без границ», чтобы собрать деньги на борьбу с голодом в Эфиопии.
В 1997 году президент Франции Жак Ширак вручил Джонни Холлидею орден Почётного легиона.
С марта 2005 года Джонни Холлидей являлся издателем журнала «Limited Access», который выходил раз в два месяца.
В 2009 году состоялось турне Джонни Холлидея (которое анонсировалось как прощальное) под названием «Tour 66», его главным событием стали три концерта на Stade de France — 29, 30 и 31 мая, которые собрали в общей сложности 240000 зрителей. Из-за проблем со здоровьем несколько концертов в конце 2009 — начале 2010 года были отменены.
28 марта 2011 года вышел новый альбом «Jamais seul», продажи которого уже в первую неделю составили 99089 экземпляров, а во французских чартах он в течение 2 недель был на первом месте.
6 сентября 2011 года состоялась премьера спектакля «Le paradis sur terre», в котором певец и актёр исполнил главную роль (реж. Bernard Murat, Theatre Edouard VII, Париж).

## Дуэты
Джонни Холлидей выступал в дуэте с самыми разными исполнителями: с Патриком Брюэлем, Эдди Митчеллом (On veut des légendes, C’est un rocker, Sur la route de Memphis, La voix d’Elvis), Эриком Кантона (Excuse moi partenaire, 1998), Ларой Фабиан (Requiem pour un fou, 1998), Паскалем Обиспо и Жан-Жаком Гольдманом (Je te promets, Ce que je sais, Quelque chose de Tennessee), Шимен Бади, Изабель Буле, Франс Галль и др.

## Личная жизнь
12 апреля 1965 года Холлидей женился на французской певице армяно-болгарского происхождения Сильви Вартан, которая родила ему сына (1966). Сын Холлидея взял себе отцовский псевдоним и получил известность как певец Давид Холлидей. Холлидей и Вартан развелись 4 ноября 1980 г.
Годом позже Холлидей женился на французской манекенщице Бабетт Этьен. Брак, заключённый в Калифорнии 1 декабря 1981 года, продержался лишь два месяца и два дня.
В 1982 году Джонни Холлидей сошёлся с французской актрисой Натали Бай. В 1983 году у них родилась дочь Лора, также ставшая киноактрисой. Холлидей расстался с Бай в 1986 году.
С 1990 по 1992 годы был женат на Аделин Блондио.
С 1996 года Джонни Холлидей был женат на Летисии Буду
 (род. 18 марта 1975). Супружеская пара удочерила двух вьетнамских девочек: Жад (Jade Odette Désirée — урожд. Bui Thi Hoa, род. 3 августа 2004, удочерена в ноябре 2004) и Джой (Joy — урожд. Maï-Huong, род. 27 июля 2008, удочерена в декабре 2008).
Скончался в ночь с 5 на 6 декабря 2017 года от рака лёгких в своём доме в Марн-ла-Кокетт под Парижем. Проводить в последний путь Джонни Холлидея собрался миллион человек, ещё 15 миллионов смотрели прямую трансляцию по телевидению.
Похоронен 11 декабря 2017 года на острове Сен-Бартелеми (Антильские острова, заморское сообщество Франции).

## Дискография
(неполная дискография)
- De l'amour, 2015
- Rester vivant, 2014
- On stage, 2013
- L’attente, 2012
- Jamais seul, 2011
- Stade de France (Tour 66), 2009
- Ça ne finira jamais, 2008
- Le coeur d’un homme, 2007
- Flashback Tour (Palais des sports), 2006
- Ma vérité, 2005
- Parc des Princes 2003, 2003
- À la vie, à la mort, 2002
- 100 % Johnny — Concert à la Tour Eiffel, 2000
- Sang pour Sang, 1999
- Ce que je sais, 1998
- Allume le Feu — Stade de France 98, 1998
- Lorada Tour, 1996
- Destination Vegas, 1996
- Lorada, 1996
- Rough Town, 1995
- Parc des Princes, 1993
- Bercy, 1992
- Ça ne change pas un homme, 1991
- Dans la Chaleur de Bercy, 1990
- Cadillac, 1989
- Gang, 1986
- Rock 'n' Roll Attitude, 1985
- Johnny Hallyday au Zenith, 1984
- En V.O., 1984
- Nashville en direct, 1984
- Entre violence et violon, 1983
- Live à Pantin, 1982
- Palais des sports, 1982
- Quelque part un aigle, 1982
- La peur, 1982
- Pas facile, 1981
- En pièces détachés, 1981
- À partir de maintenant, 1980
- Hollywood, 1979
- Solitude à deux, 1978
- C’est la vie, 1977
- Hamlet, 1976
- Derrière l’amour, 1976
- La terre promise, 1975
- Rock à Memphis, 1975
- Rock 'n' Show, 1974
- Je t’aime, je t’aime, je t’aime, 1974
- Insolitudes, 1973
- Country, Folk, Rock, 1972
- Flagrant délit, 1971
- Vie, 1970
- Rivière…ouvre ton lit, 1969
- Rève et amour, 1968
- Jeune Homme, 1968
- Johnny67, 1967
- La génération perdue, 1966
- Johnny chante Hallyday, 1965
- Halleluyah; 1965
- Les rocks les plus terribles, 1964
- Les bras en croix, 1963
- Sing America’s rocking Hits, 1962
- Salut les copains, 1961
- Johnny Hallyday et ses fans au Festival de Rock' n` Roll, 1960

## Фильмография
- 1954 — Дьяволицы / Les Diaboliques
- 1969 — Специалист / Le Specialiste
- 1970 — Точка падения / Point de chute
- 1972 — Приключение есть приключение / L’aventure, c’est aventure
- 1977 — Чудовище / L’Animal
- 1984 — Детектив / Détective
- 1989 — Железный треугольник (фильм)
- 1998 — Папарацци / Paparazzi
- 1999 — Почему не я? / Pourquoi pas moi?
- 2002 — Человек с поезда / L’Homme du train
- 2003 — Ограбление по-французски / Wanted
- 2004 — Багровые реки 2: Ангелы апокалипсиса / Les Rivières pourpres 2
- 2005 — V.I.P. - квартал / Quartier V.I.P.
- 2009 — Розовая пантера 2 / La panthère rose 2
- 2009 — Месть / Vengeance
- 2017 — 12 мелодий любви

## Документальные фильмы
- 2014 — Джонни Холлидей: в поисках себя / Johnny Hallyday, en quête d’identité (реж. Элоди Мьяле / Elodie Mialet)
- 2017 — Джонни Холлидей, Франция рок-н-ролла / Johnny Hallyday, la France Rock’n Roll (реж. Жан-Кристоф Росе / Jean-Christophe Rosé)

## Память
16 июня 2018 года во Франции, в городе Вивье, состоялось открытие памятника Джонни Холлидею. Средства на установку скульптуры были собраны за счет фанатов артиста.
Российский скульптор Алексей Благовестнов с января 2018 года работает над статуей Джонни Холлидея на мотоцикле.